# Gare de Chartrettes
Gare de Chartrettes vasútállomás Franciaországban, Chartrettes településen.

## Vasútvonalak
Az állomást az alábbi vasútvonalak érintik:
- Corbeil-Essonnes-Montereau-vasútvonal

## Kapcsolódó állomások
A vasútállomáshoz az alábbi állomások vannak a legközelebb:
- Gare de Livry-sur-Seine (Gare de Melun, Line R)
- Gare de Fontaine-le-Port (Gare de Montereau, Line R)